# Centenarios (programa)
Centenarios es un docudrama (o docu-show) emitido por Canal Sur y producido por La Cometa TV.
Narran las historias y vivencias de aquellas personas andaluzas que han cumplido los cien años, o su aproximación e incluso superados, para rendirles homenaje. Los testimonios se realizan en primera persona. Muestran las dificultades que han sufrido, debido a la época de conflicto bélico en España (Guerra civil española) y las consecuencias fatídicas de la posguerra.
Los reporteros son los encargados de realizar las entrevistas y los rostros visibles durante la emisión, recorriendo así las provincias de la comunidad autónoma de Andalucía. Durante la entrevista, muestran material fotográfico que demuestra y verifica los testimonios de los entrevistados.
El objetivo de este programa es fortalecer la memoria histórica andaluza, para que no quede en el olvido las anécdotas y recuerdos de este sector de la población. Así, las generaciones futuras serán conocedoras, con información de primera mano, sobre épocas pasadas. 
La cadena andaluza realizó su primera emisión el 31 de julio de 2020.
El horario en el que se emite Centenarios es el lunes a partir de las 22.40h, donde además de centrarse en los relatos de vida de dichas personas, es un programa lleno de invitados andaluces con gran reconocimiento, como son cantantes, humoristas, actores y actrices... 
La duración de cada episodio es de 90 minutos.
En la actualidad, el programa sigue emitiéndose, aunque no de forma regular.    